# Marco Enrico Bossi

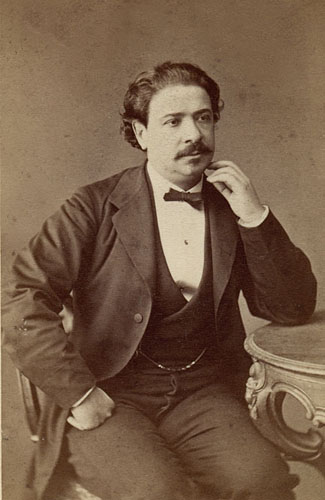
Marco Bossi in Moskau, 1906

Marco Enrico Bossi (* 25. April 1861 in Salò; † 20. Februar 1925) war ein italienischer Organist, Komponist und Pädagoge.

## Leben
Marco Enrico Bossi wurde 1861 in der lombardischen Stadt Salò am Gardasee geboren. Er entstammte einer italienischen Musikerfamilie; sein Vater Pietro war Organist am Dom von Salò. Seine musikalische Ausbildung erhielt Bossi am Liceo Musicale in Bologna und am Mailänder Konservatorium, wo Francesco Sangalli (Klavier), Amilcare Ponchielli (Komposition), Carlo Boniforti (Musiktheorie) und Polibio Fumagalli (Orgel) zu seinen Lehrern zählten.
1881 wurde er zum Chorleiter und Organisten am Dom zu Como ernannt. Neun Jahre später wurde er Professor für Orgel und Harmonielehre am Konservatorium von Neapel. Darüber hinaus arbeitete er als Direktor an Konservatorien in Venedig (1895–1901), Bologna (1902–1911) und Rom (1916–1923). Auf seinen zahlreichen internationalen Konzertreisen kam er mit den bedeutendsten Organisten seiner Zeit in Kontakt. Stellvertretend seien hier César Franck, Marcel Dupré, Alexandre Guilmant, Joseph Bonnet, Camille Saint-Saëns, Charles Courboin und Karl Straube genannt.

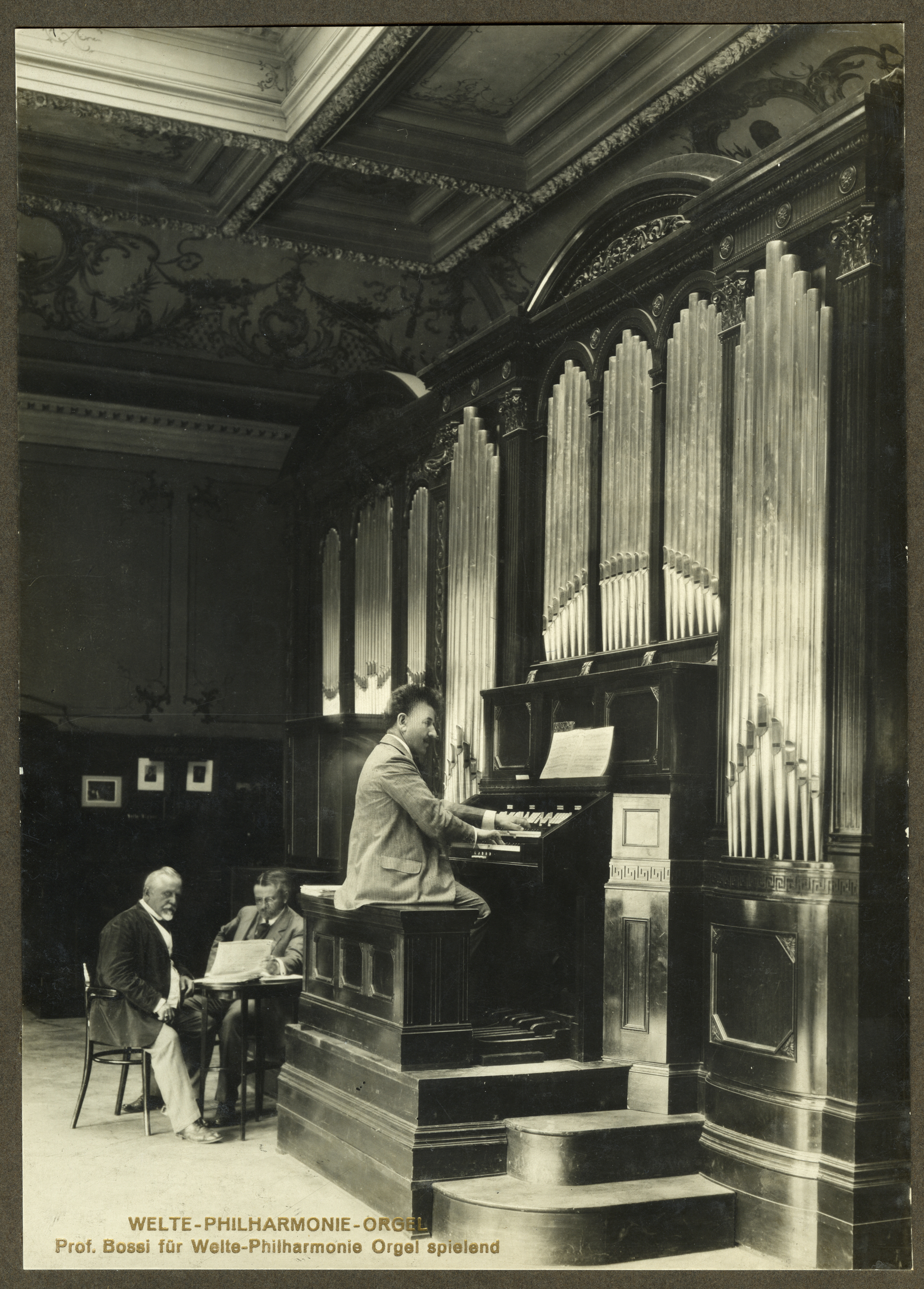
Marco Bossi 1912 bei der Aufnahme für die Welte-Philharmonie-Orgel

Bossi starb 1925 auf der Rückfahrt von einer Konzertreise nach New York und Philadelphia auf hoher See.
Marco Enrico Bossis kompositorisches Schaffen umfasst mehr als 150 Werke verschiedener Gattungen (Fünf Opern, Oratorien, Chormusik, Orchesterwerke, Kammermusik, Klavier- und Orgelwerke). Der Großteil seiner Kompositionen ist bis heute wenig bekannt, mit Ausnahme einer Reihe von Orgelwerken.

## Kompositionen

### Orgel
- Ouverture per organo op. 3
- Intermezzo Tragico op. 10
- Scherzo F-Dur op. 49 Nr. 1
- Scherzo g-Moll op. 49 Nr. 2
- Inno Trionfale op. 53
- Res Severa Magnum Gaudium: Prima Suite di 4 pezzi per organo op. 54:
  - Preludio
  - Allegro moderato
  - Corale
  - Fuga
- 4 Stücke op. 59:
  - Toccata
  - Pastorale
  - Meditazione
  - Offertorio
- Erste Sonate d-Moll op. 60
- Fuga sul tema Feda a Bach  op. 62
- Fantaisie op. 64
- Marcia di Processione op. 68
- 6 Stücke op. 70:
  - Prélude
  - Musette
  - Choral
  - Scherzo
  - Cantabile
  - Alleluja Final
- Zweite Sonate op. 71
- Marche héroïque op. 72
- 3 Stücke op. 74:
  - Preghiera
  - Siciliana
  - Offertorio
- Westminster Abbey. Hymne of Glory/Hymne de Gloire op. 76 für Orgel solo oder Orgel und Chöre
- Étude symphonique op. 78
- 3 Stücke op. 92:
  - Chant du soir F-Dur
  - Idylle H-Dur
  - Allegretto As-Dur
- 2 Stücke op. 94:
  - Élevation Es-Dur
  - Noël G-Dur
- 3 Stücke op. 97
  - Andante con moto
  - Aspiration
  - Grand Chœur
- 5 Stücke op. 104:
  - Entrée Pontificale C-Dur
  - Ave Maria F-Dur
  - Offertoire d-Moll
  - Résignation G-Dur
  - Rédemption C-Dur
- Savoya-Petrovich. Marcia Nuziale/Hochzeits-Marsch op. 110 Nr. 4
- 5 Stücke op. 113:
  - Offertorio
  - Graduale
  - Canzoncina a Maria Vergine
  - In memoriam
  - Laudate Dominum
- Thema und Variationen op. 115
- 10 Kompositionen für Orgel op. 118:
  - Preludio
  - Fughetta
  - Pastorale
  - Angelus à 3
  - Toccata di Concerto
  - Melodia
  - Invocazione
  - Marcia festiva
  - Intermezzo à 3
  - Finale
- Coprifuoco op. 127 Nr. 3
- Pièce héroïque d-Moll op. 128
- Konzertstück c-Moll op. 130
- 5 Stücke im freien Stil op. 132:
  - Legende Des-Dur
  - Trauerzug b-Moll
  - Ländliche Szene D-Dur
  - Stunde der Weihe H-Dur
  - Stunde der Freude C-Dur
- Improvisation op. 134 Nr. 2
- 3 Momenti francescani op. 140:
  - Fervore
  - Colloquio colle rondini
  - Beatitudine
- Meditazione in una Cattedrale op. 144
- 2 Morceaux caractéristiques ohne Opuszahl:
  - Preghiera. Fatemi la grazia E-Dur
  - Marcia dei Bardi As-Dur
- Intermezzo lirico As-Dur ohne Opuszahl
- Flora mistica ohne Opuszahl
- Postludio e-Moll ohne Opuszahl
- Ave Maria ohne Opuszahl
- Scherzo (terzo tempo della Sinfonia tematica) ohne Opuszahl
- Rapsodia ohne Opuszahl

### Orgel mit anderen Instrumenten
- Adagio As-Dur op. 84 für Violine und Orgel
- Konzert a-Moll op. 100 für Orgel, Streichorchester, 4 Hörner und Pauken
- Konzertstück c-Moll op. 130 für Orgel, Streichorchester, zwei Kornette in B, eine Trompete in F, zwei Hörner in F, drei Posaunen, eine Basstuba, zwei Pauken und eine tiefe Glocke in C (oder Tamtam)
- Entrata Pontificale op. 104 Nr. 1 für zwei Orgeln

### Kammermusik
- Vier Stücke in Form einer Suite op. 99 für Violine und Klavier
- Trio d-Moll op. 107 für Klavier, Violine und Violoncello
- Sonate Nr. 2 C-Dur op. 117 für Violine und Klavier
- Trio sinfonico op. 123 für Klavier, Violino und Violoncello
- Santa Caterina da Siena ohne Opuszahl: Poemetto für Violine, Streichquartett, Harfe, Celesta und Orgel
- Improvviso ohne Opuszahl für Flöte und Klavier

### Klavier
- 5 Morceaux op. 95
- 4 Pièces en forme d’une suite ancienne op. 103
- 4 Morceaux op. 109
- Album für die Jugend op. 122
- Intermezzi goldoniani op. 127
- Satire musicali ohne Opuszahl

### Vokalmusik und Orchesterwerke
- Missa pro defunctis op. 83 für gemischten Chor mit Harmonium oder Orgel ad libitum (Erstfassung 1892/93; Zweitfassung 1906; Neuausgabe 2019)

„Das Fazit gleich vorneweg: Was für ein reizendes Werk! Das Requiem von Marco Enrico Bossi ist es wert, neu entdeckt und aufgeführt zu werden. Es eignet sich sowohl für konzertante als auch – aufgrund seiner überschaubaren Länge – für liturgische Aufführungen und dürfte für viele Chöre machbar sein. Weitere Auskunft [zur Entstehungsgeschichte] gibt das informative Vorwort des Herausgebers Guido Johannes Joerg ebenso wie der Kritische Bericht. All das ist genauso vorbildlich wie diese Edition. Langweilig ist diese Musik bei weitem nicht, im Gegenteil. Bossi komponierte ein höchst individuelles und überaus reizvolles Werk, das jedem Chor nachdrücklich empfohlen sei. Es müssen wirklich nicht immer die üblichen Verdächtigen wie Mozart, Cherubini, Dvořák oder Rutter sein. Bossis Requiem ist eine absolut lohnende Alternative.“
- Messa da Requiem op. 90 für Männerchor, Harfe, Harmonium und Streicher (1892)
- Der Blinde op. 112: Lyrische Szene für Bariton, Chor und Orchester
- Das hohe Lied/Canticum Canticorum op. 120: Biblische Kantate in drei Teilen für Bariton, Sopran, Chöre, Orchester und Orgel
- Das verlorene Paradies/Il Paradiso perduto op. 125: Sinfonische Dichtung in einem Prolog und drei Teilen für Soli, Chor, Orchester und Orgel
- Intermezzi Goldoniani op. 127 für Streichorchester
- Johanna d’Arc op. 135: Ein Mysterium in einem Prolog und drei Teilen (12 Bilder) für Solostimmen, gemischten Chor, Männerchor, Kinderchöre (Knaben- und Mädchenstimmen), großes Orchester und Orgel
- Il Viandante/Der Prophet ohne Opuszahl: Lyrisches Drama in einem Aufzuge
- Sanctus et Benedictus ohne Opuszahl für Alt und Orgel
- A Raffaello divino ohne Opuszahl für gemischen Chor a cappella